# Salvador de Madariaga

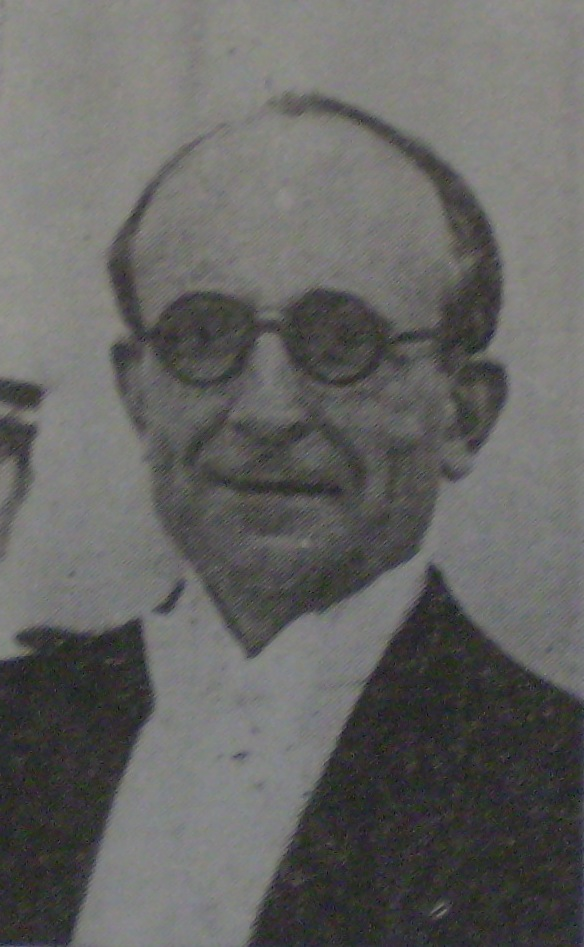
Salvador de Madariaga in 1966

Salvador de Madariaga y Rojo (Coruña, Spanje, 23 juli 1886 - Locarno, Zwitserland, 14 december 1978) was een Spaans diplomaat, schrijver, historicus en pacifist.

## Levensloop
De Madariaga behaalde een ingenieursdiploma in Parijs en een Master of Arts in Oxford University. Hij begon zijn loopbaan als ingenieur bij de Spaanse Spoorwegen. Hij vertrok vervolgens naar Londen om er zich als journalist voor The Times te vestigen. Hij publiceerde toen zijn eerste studies.
In 1921 werd hij persofficier in het secretariaat van de Volkenbond en in 1922 werd hij hoofd van de Sectie Ontwapening. Van 1928 tot 1931 was hij hoogleraar Spaans aan Oxford University en schreef er drie boeken, onder meer gewijd aan de psychologie van de Engelsman, de Fransman en de Spanjaard.
Van 1931 tot 1936 was hij permanent vertegenwoordiger voor Spanje bij de Volkenbond. In 1931- 1932 was hij Spaans ambassadeur in de Verenigde Staten en in 1932-1933 in Frankrijk. In 1933 werd hij verkozen tot lid van de Spaanse Cortez en werd achtereenvolgens Minister van Nationale Opvoeding en van Justitie. In juli 1936 vluchtte hij naar Engeland om aan de Spaanse Burgeroorlog te ontsnappen. Hij werd een hevige tegenstander van het Francoregime. In 1947 was hij een van de voornaamste auteurs van de 'Oxford Manifesto on Liberalism'. In 1949 was hij een van de initiatiefnemers voor de oprichting van het Europacollege in Brugge en was er tot in 1964 voorzitter van de Raad van Bestuur.
De Madariaga heeft geschreven over Don Quichot en Christoffel Columbus, alsook over de geschiedenis van Latijns-Amerika. Hij was voorstander van een Verenigd Europa. Hij schreef in het Frans, het Duits, het Engels en natuurlijk ook het Spaans. In 1973 werd hem de Karel de Grote-prijs toegekend voor zijn bijdrage tot de Europese gedachte en de vrede in Europa. In 1976 keerde hij naar Spanje terug, na de dood van Franco. 'The Madariaga European Foundation' promoveert zijn ideeën voor een Verenigd Europa en voor vrede in de Wereld.
Madariaga trouwde in 1912 met Constance Archibald, een Schotse historica. Ze hadden twee dochters, Nieves Mathews (1917-2003) en de historica Isabel de Madariaga (1919- 2014). Na de dood van zijn vrouw in mei 1970 hertrouwde hij in november van dat jaar met Emilia Skézely de Rauman, die sinds 1938 zijn secretaresse was.
Het Salvador de Madariagagebouw in Straatsburg werd naar hem vernoemd.

## Publicaties
- Geschiedkundige werken
  - España. Ensayo de historia contemporánea - Spain: a Modern History (talrijke herziene drukken en vele vertalingen tussen 1929 en 1978)
  - Vida del muy magnífico señor don Cristóbal Colón (1940) - Christopher Columbus, Macmillan, (1940) - Christoph Columbus : Das Leben des sehr hochmögenden Senor Don Cristobal Colon (1951) - Christophe Colomb (1956)
  - Hernán Cortés (1941) - Hernán Cortés - Conqueror of Mexico, Macmillan, NY, (1941) - Cortès, Eroberer Mexicos, Stuttgart, (1960)
  - Cuadro histórico de las Indias (1945)
  - Carlos V (1951) of: Charles Quint, Albin Michel (1969)
  - Bolívar (1951)
  - El auge del Imperio Español en América (1956)
  - El ocaso del Imperio Español en América (1956)
  - Democracy Versus Liberty, London (1958)
  - El ciclo hispánico (1958)
- Politieke geschriften
  - La guerra desde Londres (1917)
  - Disarmament, Coward-McCann, Inc. (1929)
  - Discursos internacionales (1934)
  - Anarquía o jerarquía (1935) of Anarchy or Hierarchy, Macmillan, (1937) of Anarchie oder Hierarchie? (1937)
  - Ojo, vencedores! (1945) of Victors, beware (1946)
  - General, márchese Vd (1959)
  - De la angustia a la libertad (1955)
  - Blowing Up of the Parthenon Or How to Lose the Cold War, New York (1960) - Der Westen: Heer ohne Banner. Eine Strategie des kalten Krieges (1961)
  - Morning without Noon (1972)
- Essays
  - Ensayos angloespañoles (1922)
  - Semblanzas literarias contemporáneas (1923)
  - Arceval y los Ingleses (1925)
  - Guía del lector del Quijote (1926)
  - Ingleses, franceses, españoles (1929) of Englishmen, Frenchmen, Spaniards: An Essay in Comparative Psychology, Oxford University Press, H. Milford (1929) of: Français, Anglais, Espagnols, Paris, NRF (1930), ook: Caracter y destino en Europa. Ingleses,Franceses,Españoles, Madrid (1980)
  - El Hamlet de Shakespeare (1949) of On Hamlet, Hollis & Carter (1948)
  - Bosquejo de Europa (1951)
  - De l'angoisse à la liberté. Profession de foi d'un libéral révolutionnaire, Calmann Levy (1954) - De la Angustia à la Libertad (1955)
  - Presente y porvenir de Hispanoamérica (1953)
  - A bunch of errors, London, Jonathan Cape (1954).
  - Retrato de un hombre de pie (1956)
  - De Galdós a Lorca (1960)
  - El Quijote de Cervantes (1962)
  - Memorias de un federalista (1967)
  - Mujeres españolas, (1972)
- Romans
  - La jirafa sagrada (1925)
  - El enemigo de Dios (1926)
  - El corazón de piedra verde (1942) ('Heart of Jade'). Meest geprezen van het dozijn romans dat hij schreef
  - Ramo de errores (1952)
  - Los fantasmas (1952)
  - Los dioses sanguinarios (1952)
  - Fe sin blasfemia (1952)
  - La camarada Ana (1954)
  - Guerra en la sangre (1956)
  - Una gota de tiempo (1958)
  - El semental negro (1961)
  - Sanco Panco (1963)
- Poëzie
  - Romances de ciego (1922)
  - La fuente serena (1927)
  - Elegía en la muerte de Unamuno (1937)
  - Elegía en la muerte de Federico García Lorca (1938)
  - Rosa de cieno y ceniza (1942)
  - Romances por Beatriz (1955)
  - La que huele a Tomillo (1959)
  - Poppy (1965)